# Gran Premio motociclistico di Indianapolis 2012
Il Gran Premio motociclistico di Indianapolis 2012 è stato l'undicesimo Gran Premio della stagione 2012. Le gare si sono disputate il 19 agosto 2012 all'Indianapolis Motor Speedway. Nelle tre classi i vincitori sono stati rispettivamente: Daniel Pedrosa in MotoGP, Marc Márquez in Moto2 e Luis Salom in Moto3.

## MotoGP

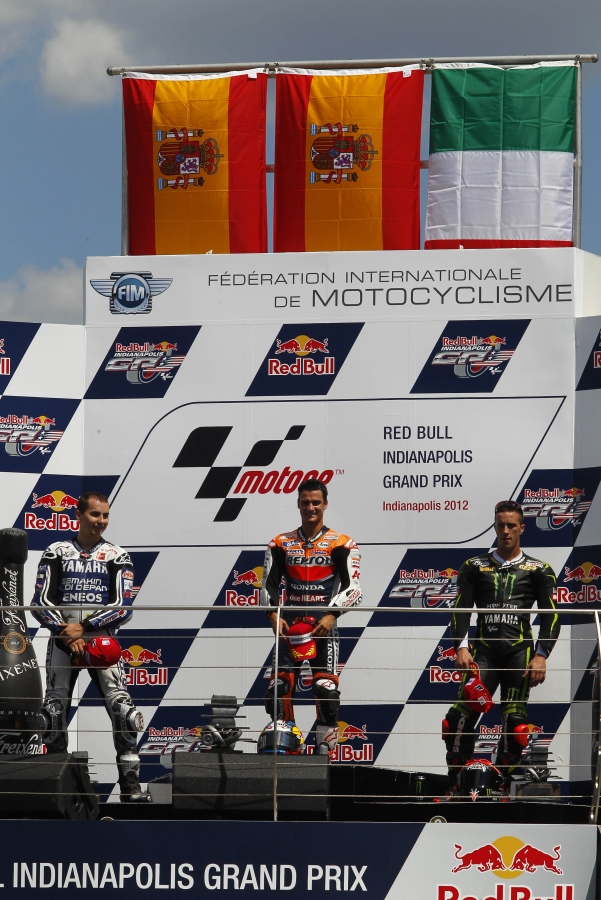
Lorenzo, Pedrosa e Dovizioso, sul palco di premiazione del podio dopo aver concluso rispettivamente in seconda, prima e terza posizione la gara della classe MotoGP

Héctor Barberá, al rientro dopo un infortunio ad una gamba patito in allenamento, durante la prima sessione di prove libere in una caduta subisce un infortunio ad alcune vertebre; a partire dalla seconda sessione di prove viene sostituito da Toni Elías. In questo Gran Premio sono anche presenti due wild card a bordo di moto allestite secondo il regolamento CRT: Steve Rapp con la APR, già presente a Laguna Seca, e Aaron Yates con una motocicletta preparata dal team GPTech insieme a BCL Motorsports, costruttore del telaio, con un motore di derivazione Suzuki GSX-R1000.

### Arrivati al traguardo
| Pos. | Nº | Pilota           | Squadra                   | Motocicletta       | Giri | Tempo     | Griglia | Punti |
| ---- | -- | ---------------- | ------------------------- | ------------------ | ---- | --------- | ------- | ----- |
| 1º   | 26 | Daniel Pedrosa   | Repsol Honda              | Honda RC213V       | 28   | 46:39.631 | 1       | 25    |
| 2º   | 99 | Jorge Lorenzo    | Yamaha Factory Racing     | Yamaha YZR-M1      | 28   | +10.823   | 2       | 20    |
| 3º   | 4  | Andrea Dovizioso | Monster Yamaha Tech 3     | Yamaha YZR-M1      | 28   | +17.310   | 3       | 16    |
| 4º   | 1  | Casey Stoner     | Repsol Honda              | Honda RC213V       | 28   | +19.803   | 6       | 13    |
| 5º   | 19 | Álvaro Bautista  | San Carlo Honda Gresini   | Honda RC213V       | 28   | +22.556   | 8       | 11    |
| 6º   | 6  | Stefan Bradl     | LCR Honda                 | Honda RC213V       | 28   | +30.072   | 5       | 10    |
| 7º   | 46 | Valentino Rossi  | Ducati Team               | Ducati Desmosedici | 28   | +57.614   | 10      | 9     |
| 8º   | 17 | Karel Abraham    | Cardion AB Motoracing     | Ducati Desmosedici | 28   | +1:08.442 | 13      | 8     |
| 9º   | 68 | Yonny Hernández  | Avintia Blusens           | BQR                | 28   | +1:11.106 | 12      | 7     |
| 10º  | 41 | Aleix Espargaró  | Power Electronics Aspar   | ART                | 28   | +1:14.079 | 11      | 6     |
| 11º  | 24 | Toni Elías       | Pramac Racing             | Ducati Desmosedici | 28   | +1:26.305 | 16      | 5     |
| 12º  | 22 | Iván Silva       | Avintia Blusens           | BQR                | 28   | +1:40.274 | 20      | 4     |
| 13º  | 5  | Colin Edwards    | NGM Mobile Forward Racing | Suter              | 27   | +1 giro   | 19      | 3     |
| 14º  | 15 | Steve Rapp       | Attack Performance        | APR                | 27   | +1 giro   | 21      | 2     |
| 15º  | 77 | James Ellison    | Paul Bird Motorsport      | ART                | 27   | +1 giro   | 17      | 1     |
| 16º  | 20 | Aaron Yates      | GPTech                    | BCL                | 27   | +1 giro   | 22      |       |

### Ritirati
| Nº | Pilota          | Squadra                 | Motocicletta  | Giri | Griglia |
| -- | --------------- | ----------------------- | ------------- | ---- | ------- |
| 35 | Cal Crutchlow   | Monster Yamaha Tech 3   | Yamaha YZR-M1 | 9    | 7       |
| 14 | Randy de Puniet | Power Electronics Aspar | ART           | 8    | 9       |
| 11 | Ben Spies       | Yamaha Factory Racing   | Yamaha YZR-M1 | 6    | 4       |
| 51 | Michele Pirro   | San Carlo Honda Gresini | FTR           | 1    | 15      |
| 54 | Mattia Pasini   | Speed Master            | ART           | 0    | 14      |
| 9  | Danilo Petrucci | Came IodaRacing Project | Ioda          | 0    | 18      |

### Non partito
| Nº | Pilota       | Squadra     | Motocicletta       |
| -- | ------------ | ----------- | ------------------ |
| 69 | Nicky Hayden | Ducati Team | Ducati Desmosedici |

## Moto2
Mike Di Meglio viene confermato dal team Cresto Guide MZ Racing dopo la separazione da Alexander Lundh, assente per infortunio nelle due gare precedenti; il posto lasciato vacante da Toni Elías nel team Mapfre Aspar viene preso da Jordi Torres; il team Desguaces La Torre SAG ingaggia Marcel Schrötter, nella prima parte di stagione pilota del Mahindra Racing in Moto3.
Nel Gran Premio di Francia Anthony West era risultato positivo a controlli antidoping, per tale motivo il 31 ottobre 2012 dopo il GP d'Australia è stata presa la decisione di annullare il risultato ottenuto in Francia e di squalificarlo per un mese, cosa che non gli ha permesso di partecipare all'ultima tappa del campionato 2012, a Valencia. In seguito, il 28 novembre 2013, vengono annullati tutti i suoi risultati ottenuti nei 17 mesi successivi al GP di Francia della stagione precedente, fra cui quello di questa gara.

### Arrivati al traguardo
| Pos. | Nº | Pilota              | Squadra                   | Motocicletta       | Giri | Tempo     | Griglia | Punti |
| ---- | -- | ------------------- | ------------------------- | ------------------ | ---- | --------- | ------- | ----- |
| 1º   | 93 | Marc Márquez        | Catalunya Caixa Repsol    | Suter MMX          | 26   | 45:13.763 | 2       | 25    |
| 2º   | 40 | Pol Espargaró       | Pons 40 HP Tuenti         | Kalex              | 26   | +5.855    | 1       | 20    |
| 3º   | 60 | Julián Simón        | Blusens Avintia           | Suter MMX          | 26   | +9.394    | 4       | 16    |
| 4º   | 36 | Mika Kallio         | Marc VDS Racing           | Kalex              | 26   | +15.549   | 8       | 13    |
| 5º   | 12 | Thomas Lüthi        | Interwetten-Paddock       | Suter MMX          | 26   | +16.138   | 9       | 11    |
| 6º   | 45 | Scott Redding       | Marc VDS Racing           | Kalex              | 26   | +16.805   | 6       | 10    |
| 7º   | 77 | Dominique Aegerter  | Technomag-CIP             | Suter MMX          | 26   | +21.359   | 5       | 9     |
| 8º   | 3  | Simone Corsi        | Came IodaRacing Project   | FTR                | 26   | +21.368   | 12      | 8     |
| 9º   | 29 | Andrea Iannone      | Speed Master              | Speed Up           | 26   | +25.873   | 3       | 7     |
| 10º  | 71 | Claudio Corti       | Italtrans Racing          | Kalex              | 26   | +26.471   | 7       | 6     |
| 11º  | 80 | Esteve Rabat        | Pons 40 HP Tuenti         | Kalex              | 26   | +26.916   | 15      | 5     |
| 12º  | 5  | Johann Zarco        | JIR Moto2                 | Motobi             | 26   | +27.274   | 13      | 4     |
| 13º  | 18 | Nicolás Terol       | Mapfre Aspar              | Suter MMX          | 26   | +31.122   | 10      | 3     |
| 14º  | 88 | Ricard Cardús       | Arguiñano Racing          | AJR                | 26   | +35.928   | 17      | 2     |
| 15º  | 38 | Bradley Smith       | Tech 3 Racing             | Tech 3 Mistral 610 | 26   | +39.240   | 14      | 1     |
| 16º  | 30 | Takaaki Nakagami    | Italtrans Racing          | Kalex              | 26   | +42.507   | 11      |       |
| 17º  | 4  | Randy Krummenacher  | GP Team Switzerland       | Kalex              | 26   | +45.629   | 26      |       |
| 18º  | 81 | Jordi Torres        | Mapfre Aspar              | Suter MMX          | 26   | +45.753   | 23      |       |
| 19º  | 8  | Gino Rea            | Federal Oil Gresini       | Suter MMX          | 26   | +51.567   | 19      |       |
| 20º  | 76 | Max Neukirchner     | Kiefer Racing             | Kalex              | 26   | +52.106   | 28      |       |
| 21º  | 49 | Axel Pons           | Pons 40 HP Tuenti         | Kalex              | 26   | +56.150   | 27      |       |
| 22º  | 23 | Marcel Schrötter    | Desguaces La Torre SAG    | Bimota HB4         | 26   | +1:11.069 | 29      |       |
| 23º  | 14 | Ratthapark Wilairot | Thai Honda PTT Gresini    | Suter MMX          | 26   | +1:11.765 | 25      |       |
| 24º  | 63 | Mike Di Meglio      | Cresto Guide MZ Racing    | MZ-RE Honda        | 26   | +1:20.042 | 20      |       |
| 25º  | 57 | Eric Granado        | JIR Moto2                 | Motobi             | 26   | +1:42.924 | 31      |       |
| 26º  | 10 | Marco Colandrea     | SAG Team                  | FTR                | 26   | +1:43.184 | 32      |       |
| 27º  | 72 | Yūki Takahashi      | NGM Mobile Forward Racing | FTR                | 23   | +3 giri   | 21      |       |

### Ritirati
| Nº | Pilota               | Squadra                   | Motocicletta       | Giri | Griglia |
| -- | -------------------- | ------------------------- | ------------------ | ---- | ------- |
| 44 | Roberto Rolfo        | Technomag-CIP             | Suter MMX          | 20   | 22      |
| 19 | Xavier Siméon        | Tech 3 Racing             | Tech 3 Mistral 610 | 17   | 18      |
| 15 | Alex De Angelis      | NGM Mobile Forward Racing | FTR                | 17   | 16      |
| 22 | Alessandro Andreozzi | S/Master Speed Up         | Speed Up           | 10   | 30      |
| 82 | Elena Rosell         | QMMF Racing               | Moriwaki           | 7    | 33      |

### Squalificato
| Nº | Pilota       | Squadra     | Motocicletta | Giri | Tempo   | Griglia |
| -- | ------------ | ----------- | ------------ | ---- | ------- | ------- |
| 95 | Anthony West | QMMF Racing | Speed Up     | 26   | +35.701 | 24      |

## Moto3
Alberto Moncayo viene rimpiazzato dal team Mapfre Aspar con Jonas Folger, proveniente dal team IodaRacing Project, dove il tedesco viene sostituito da Armando Pontone; Moncayo a sua volta trova sistemazione nel team Andalucia JHK Laglisse al posto dell'infortunato Iván Moreno. Un'altra sostituzione riguarda il team Ambrogio Next Racing, dove Álex Márquez, già presente in tre Gran Premi come wild card, prende il posto di Simone Grotzkyj.

### Arrivati al traguardo
| Pos. | Nº | Pilota              | Squadra                   | Motocicletta     | Giri | Tempo     | Griglia | Punti |
| ---- | -- | ------------------- | ------------------------- | ---------------- | ---- | --------- | ------- | ----- |
| 1º   | 39 | Luis Salom          | RW Racing GP              | Kalex KTM        | 23   | 42:14.300 | 4       | 25    |
| 2º   | 11 | Sandro Cortese      | Red Bull KTM Ajo          | KTM RC 250 GP    | 23   | +0.056    | 1       | 20    |
| 3º   | 94 | Jonas Folger        | Mapfre Aspar              | Kalex KTM        | 23   | +2.940    | 15      | 16    |
| 4º   | 44 | Miguel Oliveira     | Estrella Galicia 0,0      | Suter MMX3 Honda | 23   | +3.067    | 11      | 13    |
| 5º   | 5  | Romano Fenati       | Team Italia FMI           | FTR M3 Honda     | 23   | +3.664    | 8       | 11    |
| 6º   | 63 | Zulfahmi Khairuddin | AirAsia-Sic-Ajo           | KTM RC 250 GP    | 23   | +7.663    | 5       | 10    |
| 7º   | 42 | Álex Rins           | Estrella Galicia 0,0      | Suter MMX3 Honda | 23   | +7.697    | 6       | 9     |
| 8º   | 84 | Jakub Kornfeil      | Redox-Ongetta-Centro Seta | FTR M3 Honda     | 23   | +11.203   | 10      | 8     |
| 9º   | 23 | Alberto Moncayo     | Andalucia JHK Laglisse    | FTR M3 Honda     | 23   | +11.242   | 9       | 7     |
| 10º  | 10 | Alexis Masbou       | Caretta Technology        | Honda NSF250R    | 23   | +13.163   | 12      | 6     |
| 11º  | 61 | Arthur Sissis       | Red Bull KTM Ajo          | KTM RC 250 GP    | 23   | +23.362   | 22      | 5     |
| 12º  | 52 | Danny Kent          | Red Bull KTM Ajo          | KTM RC 250 GP    | 23   | +24.364   | 2       | 4     |
| 13º  | 96 | Louis Rossi         | Racing Team Germany       | FTR M3 Honda     | 23   | +25.001   | 14      | 3     |
| 14º  | 32 | Isaac Viñales       | Ongetta-Centro Seta       | FTR M3 Honda     | 23   | +31.211   | 16      | 2     |
| 15º  | 19 | Alessandro Tonucci  | Team Italia FMI           | FTR M3 Honda     | 23   | +34.179   | 13      | 1     |
| 16º  | 9  | Toni Finsterbusch   | MZ Racing                 | Honda NSF250R    | 23   | +1:12.945 | 27      |       |
| 17º  | 30 | Giulian Pedone      | Ambrogio Next Racing      | Suter MMX3 Honda | 23   | +1:14.428 | 26      |       |
| 18º  | 51 | Kenta Fujii         | Technomag-CIP-TSR         | TSR Honda        | 23   | +1:14.709 | 29      |       |
| 19º  | 80 | Armando Pontone     | IodaRacing Project        | Ioda             | 23   | +1:15.326 | 28      |       |
| 20º  | 20 | Riccardo Moretti    | Mahindra Racing           | Mahindra MGP3O   | 22   | +1 giro   | 30      |       |

### Ritirati
| Nº | Pilota            | Squadra              | Motocicletta     | Giri | Griglia |
| -- | ----------------- | -------------------- | ---------------- | ---- | ------- |
| 25 | Maverick Viñales  | Blusens Avintia      | FTR M3 Honda     | 22   | 3       |
| 89 | Alan Techer       | Technomag-CIP-TSR    | TSR Honda        | 15   | 18      |
| 7  | Efrén Vázquez     | JHK t-shirt Laglisse | FTR M3 Honda     | 11   | 7       |
| 3  | Luigi Morciano    | Ioda Team Italia     | Ioda             | 10   | 25      |
| 12 | Álex Márquez      | Ambrogio Next Racing | Suter MMX3 Honda | 6    | 19      |
| 41 | Brad Binder       | RW Racing GP         | Kalex KTM        | 3    | 17      |
| 26 | Adrián Martín     | JHK t-shirt Laglisse | FTR M3 Honda     | 0    | 20      |
| 53 | Jasper Iwema      | Moto FGR             | FGR Honda        | 0    | 21      |
| 27 | Niccolò Antonelli | San Carlo Gresini    | FTR M3 Honda     | 0    | 24      |

### Squalificato
| Nº | Pilota     | Squadra                 | Motocicletta  | Giri | Griglia |
| -- | ---------- | ----------------------- | ------------- | ---- | ------- |
| 31 | Niklas Ajo | TT Motion Events Racing | KTM RC 250 GP | 4    | 23      |

### Non partiti
| Nº | Pilota        | Squadra            | Motocicletta   |
| -- | ------------- | ------------------ | -------------- |
| 8  | Jack Miller   | Caretta Technology | Honda NSF250R  |
| 99 | Danny Webb    | Mahindra Racing    | Mahindra MGP3O |
| 55 | Héctor Faubel | Mapfre Aspar       | Kalex KTM      |